# Rob Mulholland
Rob Mulholland (* 1962 in Glasgow) ist ein schottischer Möbeldesigner, Bildhauer und nach eigenen Worten Umweltkünstler.

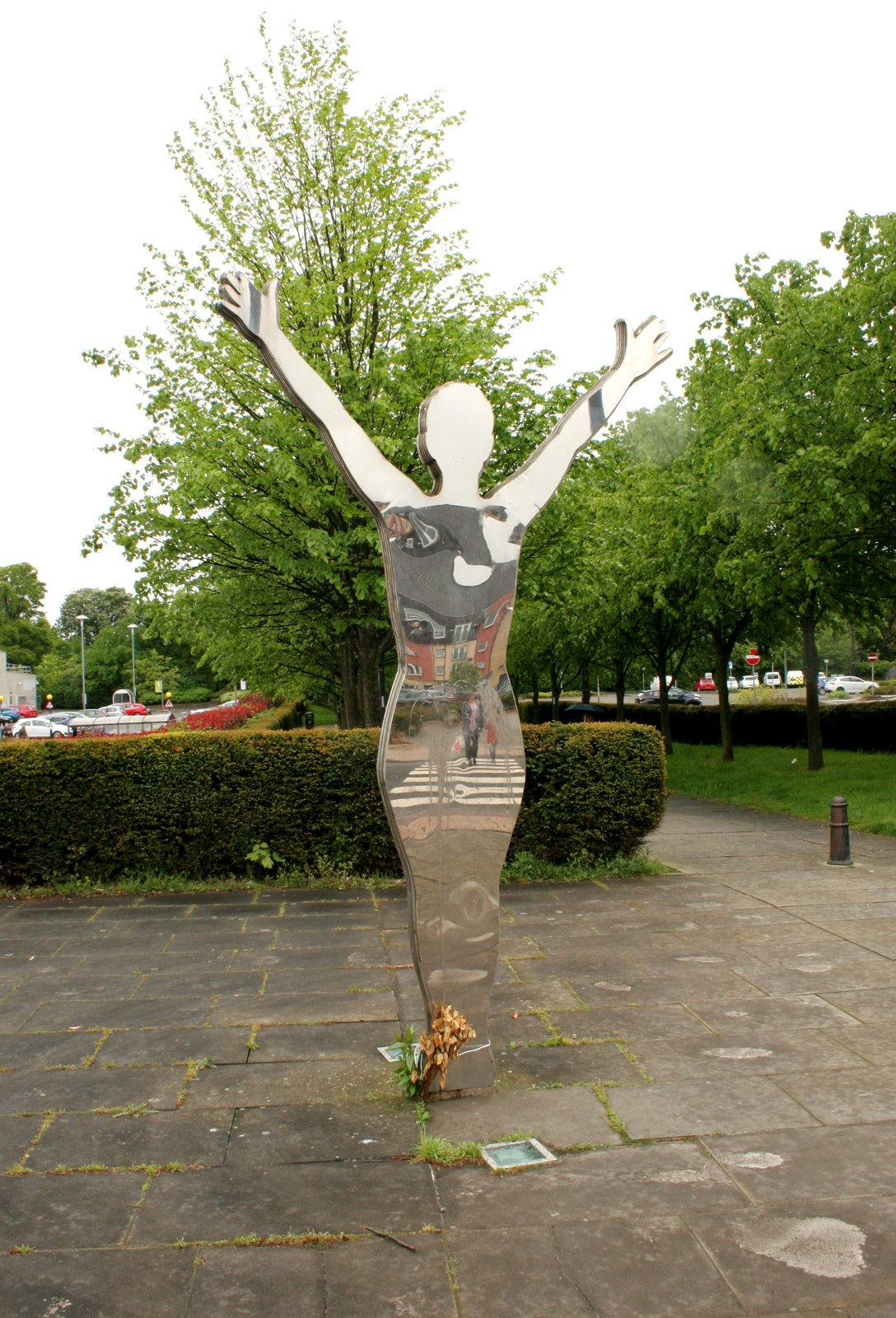
Skulptur

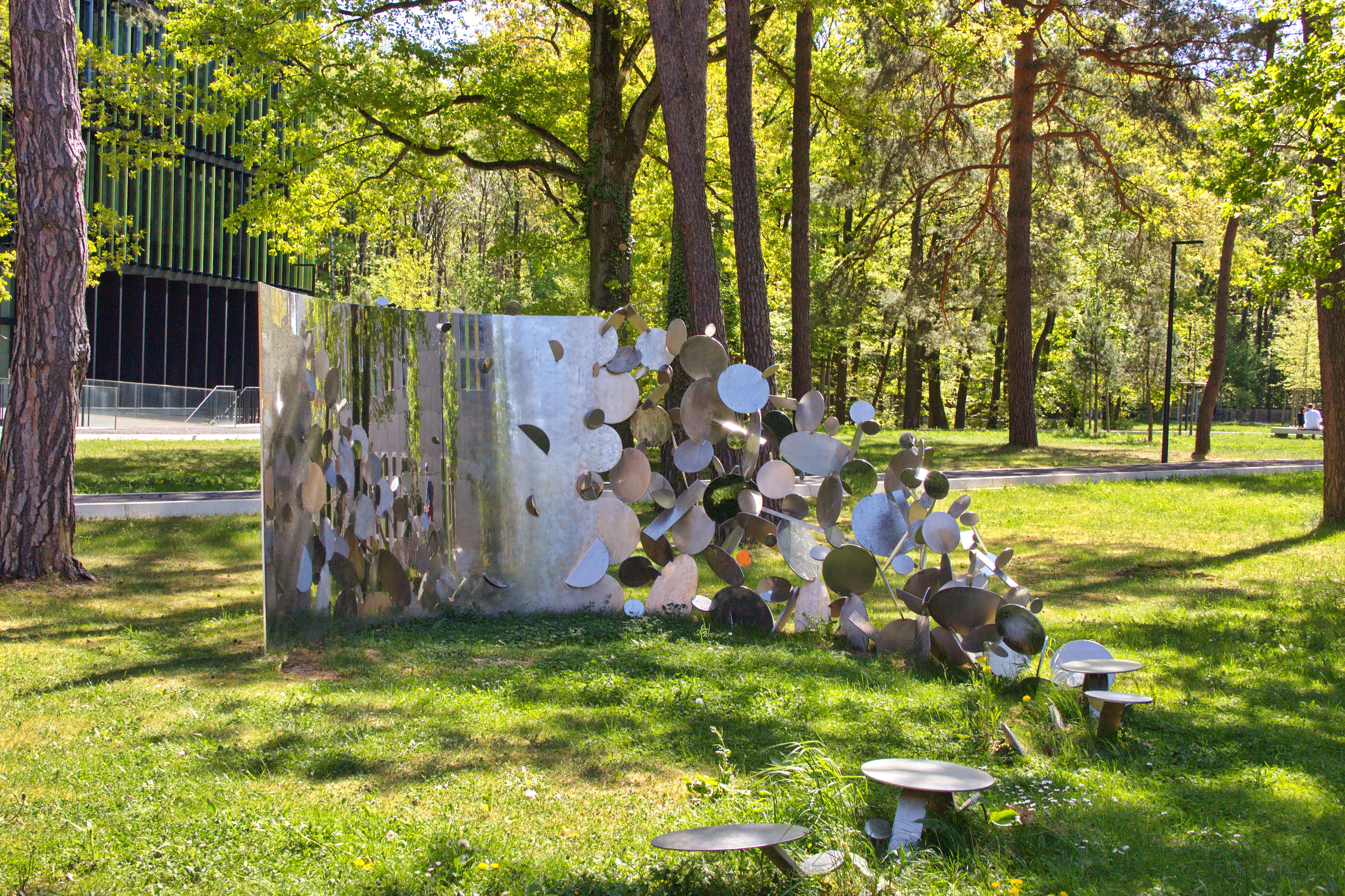
Transfiguration

Mulholland lernte am Edinburgh College of Art, wo er sein Diplom 1986 erwarb. 1989 zog er anlässlich einer Ausstellung nach Edinburgh, kehrte jedoch bereits 1990 nach Glasgow zurück. Er gestaltete Freiraumausstellungen und -skulpturen (darunter eine 100 m lange Skulptur beim Glasgow Festival, den Tin Man, der aus mehr als 300 000 gebrauchten Getränkedosen bestand), Möbel und Inneneinrichtungen, leitete Arbeitskreise an Glasgower Schulen sowie das städtische Kunstzentrum Tramway, gestaltete aber auch die Bühnendekoration für eine Opernaufführung im Music Theatre von Glasgow. 1993 stellte er erstmals in Deutschland aus, nämlich anlässlich der Bremerhavener Ausstellung In the Swim unter Leitung von Helmut Diez. Mulholland versucht bei seinen Freilandskulpturen die Umgebung zu spiegeln oder den erodierenden Kräften die Möglichkeit zu geben, seine Werke zu verändern. Er nahm an zahlreichen Ausstellungen teil und schuf Skulpturen in Korea, Frankreich, England, Russland, Deutschland und den USA, aber auch in seiner Heimat Schottland.
2013 stellte er vier Stahlskulpturen am Rande des schottischen Loch Earn auf, The Four Seasons. 2014 nahm er als Artist in Residence am Glasgow Commonwealth Games Legacy Project teil, in dessen Rahmen er eine 6 m hohe Freilandstatue schuf.
2008 erhielt er eine Auszeichnung vom Scottish Arts Council. Für seinen Skytower erhielt er 2014 eine Auszeichnung von der Forestry Commission Scotland. 2015 erhielt er eine Auszeichnung vom amerikanischen National Endowment for the Arts für seine Installation am Paradise Creek Nature Park in Virginia, was wiederum das dortige Elizabeth River Project (der Elizabeth-Fluss mündet in die Chesapeake Bay), ein Renaturierungsprogramm mit Sitz in Norfolk, bekannter machte.